# Boronów
Boronów (deutsch Boronow, älter auch Baronow) ist ein Dorf im Powiat Lubliniecki der Woiwodschaft Schlesien in Polen. Es ist Sitz der gleichnamigen Landgemeinde mit 3449 Einwohnern (Stand 31. Dezember 2020).
Das Dorf liegt etwa 20 Kilometer südwestlich von  Częstochowa an der Liswarta (Lisswarthe).

## Geschichte

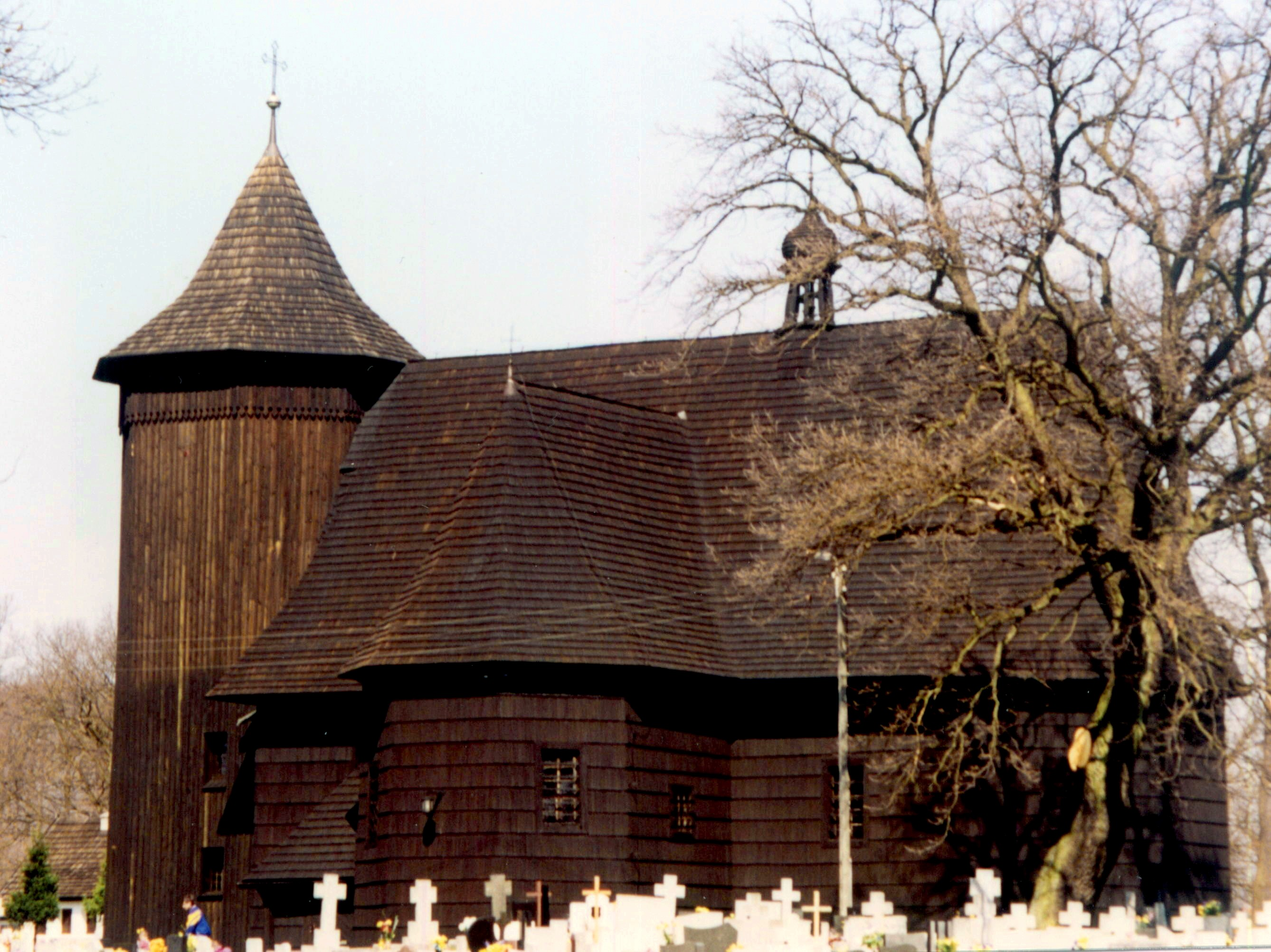
Schrotholzkirche in Boronów

Boronow war Teil des Kreises Lublinitz. Bei der Volksabstimmung in Oberschlesien am 20. März 1921 wurden in Boronow 356 Stimmen für einen Verbleib bei Deutschland und 568 für den Anschluss an Polen abgegeben. Im Gutsbezirk Boronow waren 102 Stimmen für Deutschland und 58 für Polen. Der Stimmkreis Lublinitz, dem Boronow angehörte, wurde in der Folge zwischen Deutschland und Polen aufgeteilt. Boronow fiel wie die Kreisstadt Lublinitz an Polen und wurde Teil der Autonomen Woiwodschaft Schlesien.

## Sehenswürdigkeiten
Wahrzeichen des Dorfes ist die 1611 erbaute katholische Pfarrkirche St. Maria Rosenkranzkönigin (Kościół Najświętszej Maryi Panny Królowej Różańca Świętego), eine oberschlesische Schrotholzkirche. Ihr Stifter war Graf Andreas Dzierżanowski, der Besitzer von Boronów.
1719 wurde Boronow zu einer Kuratie und 1868 zur selbstständigen Pfarrgemeinde erhoben. Ein Abbild der Kirche findet sich auch im Wappen der Gemeinde.
Das reich geschmückte Innere enthält unter anderem eine Spätrenaissance-Kanzel, der gleichen Stilrichtung gehört der Hauptaltar an mit Figuren der heiligen Stanislaus und Albert, dazu ein barockes Taufbecken. Das Gestühl stammt aus dem ersten Viertel des 17. Jahrhunderts.

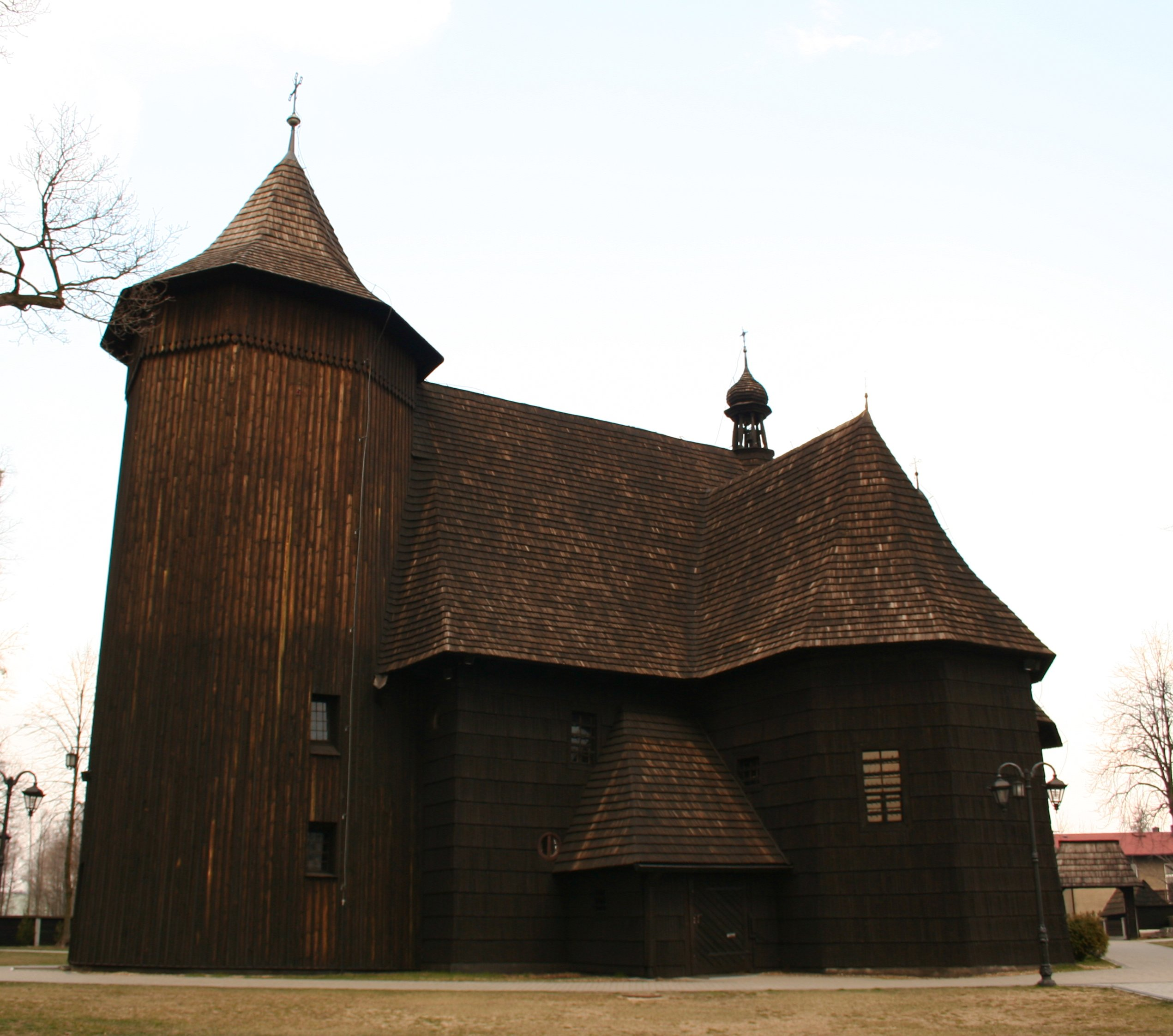
St. Maria Rosenkranzkönigin
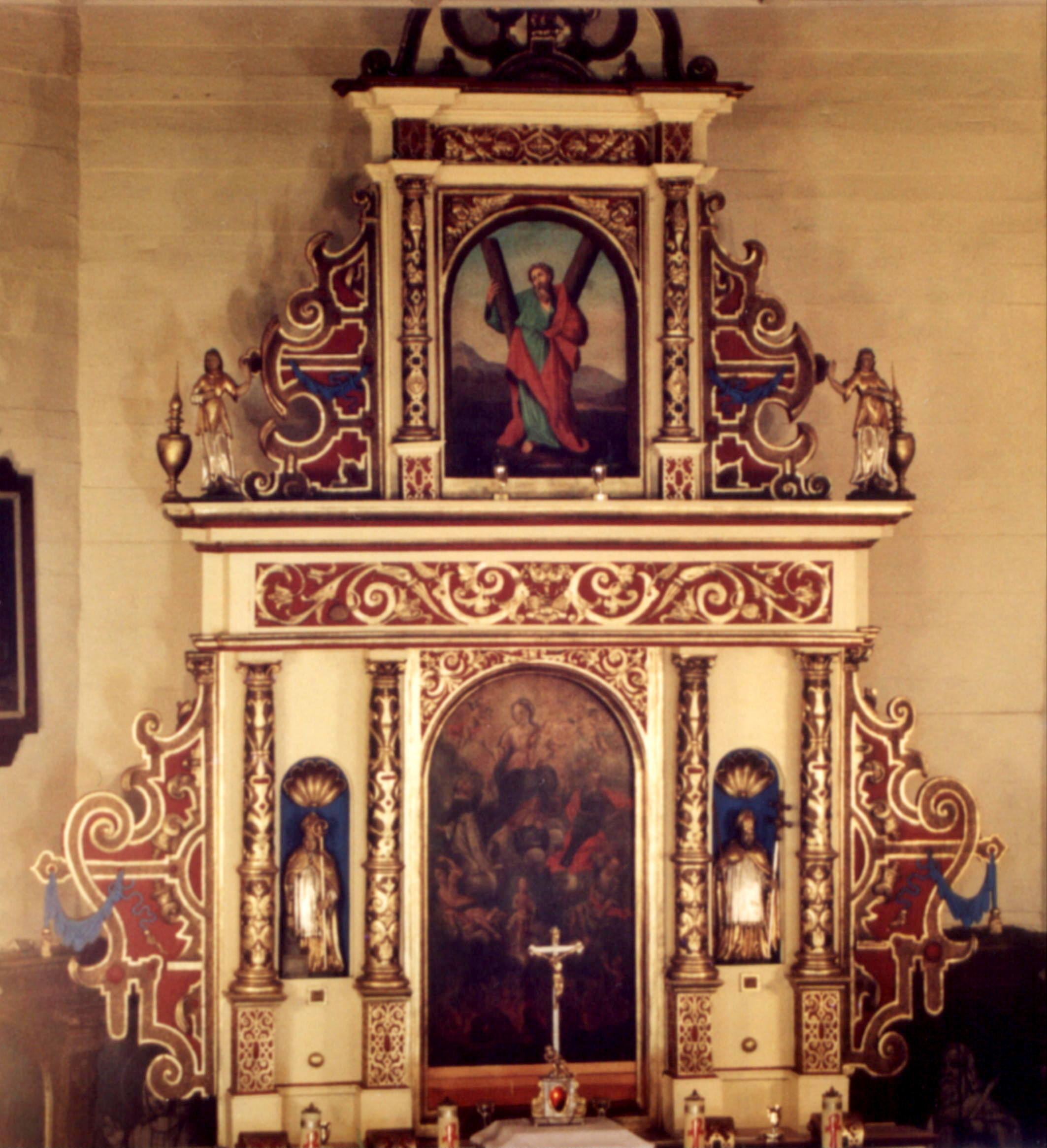
Der Hauptaltar
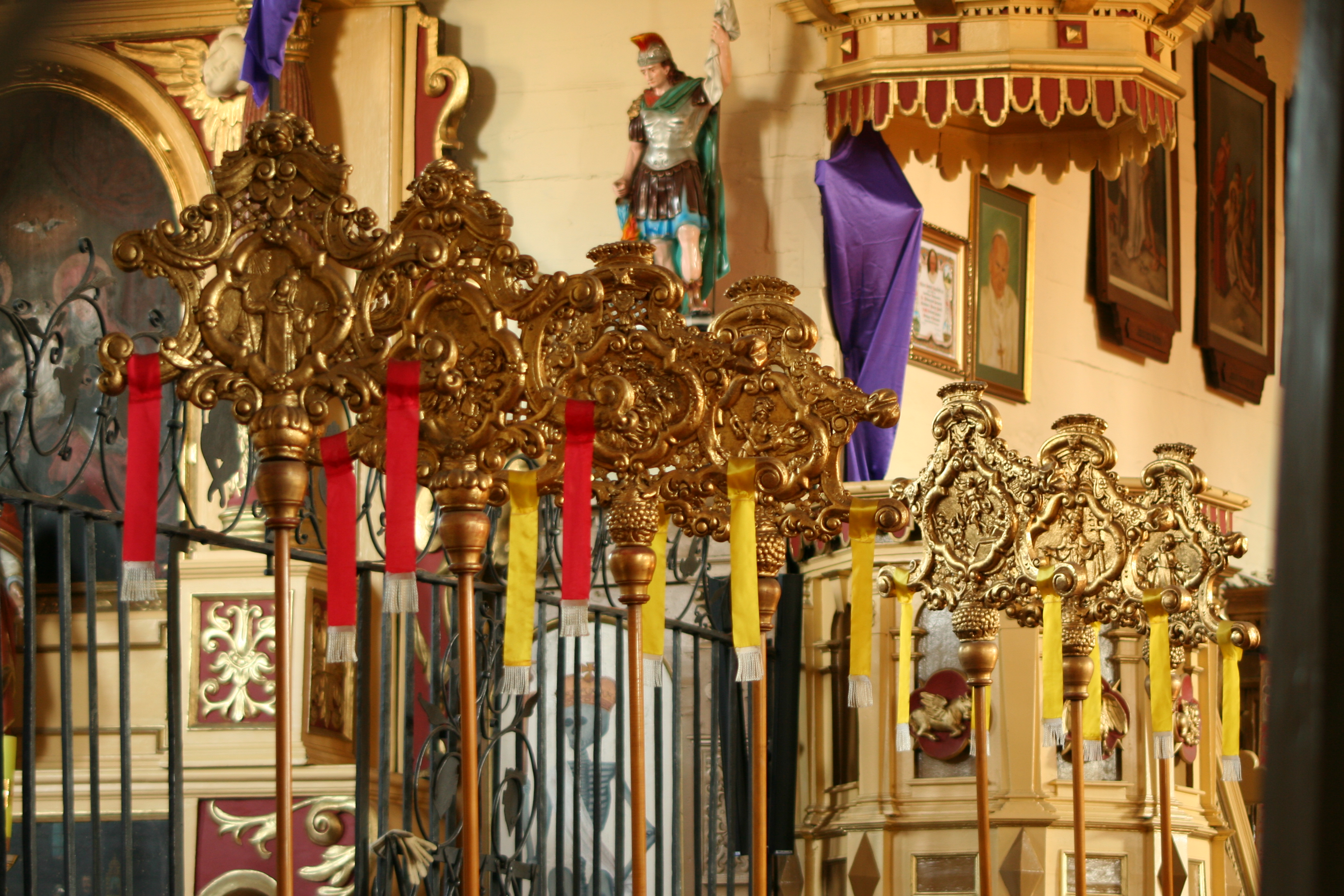
Prozessionsbilder

## Gemeinde
Zur Landgemeinde (gmina wiejska) Boronów gehören das Dorf selbst und drei weitere Dörfer mit Schulzenämtern (sołectwa).

## Partnergemeinden
- Lomma, Schweden
- Międzyzdroje, Polen